# 宋谦
宋謙（？—？），表字及籍貫皆不詳，東漢末及三國時東吳將領。

## 生平
宋謙起初跟隨孫策，孫策死後繼續在孫權麾下領兵。建安十九年（214年），孫權乘曹操征伐張魯，發動合肥之戰，宋謙亦領兵跟隨進攻，但被守將張遼等擊破。及後在曹魏黃初二年（221年），在陸遜指揮下參與夷陵之戰，抵抗討伐東吳的蜀漢軍隊。次年蜀漢皇帝劉備敗退，退守白帝城，宋謙曾上表要求追擊劉備，說一定可以捕獲劉備，但由於陸遜等人見曹魏以協助東吳為名召集軍隊，認為他們有意攻伐東吳，軍隊應留在東吳用以抵抗，於是計謀不被孫權接納。及後事跡不詳。

## 演义
在罗贯中历史小说《三国演义》中，宋谦参与孙权于建安十四年（209年）攻合肥之战，与贾华一左一右以方天画戟护卫孙权，曹操将領乐进杀入阵中直取孙权，砍断宋谦和贾华的画戟后回马，宋谦绰军士手中枪追赶乐进，却被曹将李典一箭射中心窝，落马而死。孙权为其死放声大哭，并急于为他报仇而采用太史慈里应外合刺杀曹将张辽之计，但太史慈反被张辽识破将计就计重伤而死。